# Erwin Wurm
Erwin Wurm (født 1954 i Bruck an der Mur) er en østrigsk billedhugger. Han bor og arbejder i Wien og Limberg (Nedre Østrig).

I Danmark kan man se Wurms værker på Loiusiana Museum for moderne kunst eller på Museum Jorn i Silkeborg.

## Galleri
- Gurken (agurker), 2011, Salzburg, Furtwänglerpark
- Foto-Detail, Installation Haus auf dem MUMOK, Wien
- Detail Installation Segelboot, Hotel Daniel, Wien
- Fat Car
- Fat House

1. ↑  Navnet er anført på engelsk og stammer fra Wikidata hvor navnet endnu ikke findes på dansk.
2. ↑  Navnet er anført på engelsk og stammer fra Wikidata hvor navnet endnu ikke findes på dansk.